# Cumbernauld
Cumbernauld (gael. Comar nan Allt) – miasto w Szkocji w hrabstwie North Lanarkshire, oddalone około 21 km na północny wschód od Glasgow i około 60 km na zachód od Edynburga. Cumbernauld położone jest pomiędzy rzekami Clyde i Forth. 
Populacja w roku 2000 szacowana była na około 50 000 mieszkańców.
Nazwa Cumbernauld (z gaelickiego comar nan allt - miejsce spotkania wód) znana była już w czasach rzymskich. Obecny układ miasta wykształcił się w 1963 roku za sprawą architekta Geoffreya Copcutta, którego projekt przewidywał miasto przyjazne dla pieszych.